# Skelleftehamns kyrkobokföringsdistrikt
Skelleftehamns kyrkobokföringsdistrikt var ett kyrkobokföringsdistrikt (ofta förkortat kbfd) i Skellefteå stadsförsamling i Luleå stift. Dessa distrikt utgjorde delar av en församling i Sverige som i folkbokföringshänseende var likställd med en församling. Distriktet bildades den 1 januari 1937 när Skellefteå stadsförsamling delades upp på två kyrkobokföringsdistrikt (Skelleftehamn och Skellefteå) och upplöstes den 1 januari 1961 när de två kyrkobokföringsdistrikt bildade varsin församling. Skelleftehamns kyrkobokföringsdistrikt bildade Skellefteå Sankt Örjans församling och Skellefteå kyrkobokföringsdistrikt bildade Skellefteå Sankt Olovs församling.
Skelleftehamns kyrkobokföringsdistrikt hade församlingskoden 248200.

## Areal
Skelleftehamns kyrkobokföringsdistrikt omfattade i samband med dess upplösning 1 januari 1961 en areal av 32,90 kvadratkilometer, varav 32,20 km² land.